# San Luis Obispo (California)
San Luis Obispo es una ciudad estadounidense, sede del Condado de San Luis Obispo en el estado de California. En 2020 tenía una población de 47 063 personas, de acuerdo al censo realizado dicho año. En San Luis Obispo se ubica la Universidad Estatal Politécnica de California (California Polytechnical State University), también conocida como Cal Poly San Luis Obispo.

## Geografía
De acuerdo con la Oficina del Censo de los Estados Unidos, San Luis Obispo tiene un área de 28,1 km², de los cuales 27,6 están cubiertos de tierra y 0,5 cubiertos de agua. La ciudad se ubica aproximadamente a 200 m sobre el nivel del mar.
San Luis Obispo es un área de alta actividad sismológica; hay muchas fallas cercanas, incluyendo la falla de San Andrés. Las Nueve Hermanas son una cadena de cuellos volcánicos pequeños que recorren parte de la ciudad . Los que están ubicados en el área urbana son Cerro San Luis Obispo, Cerro Islay, Cerro Chumash, y Cerro Romauldo, si bien Chumash y Romauldo actualmente están cerrados al público.

### Clima
| Parámetros climáticos promedio de San Luis Obispo, California (Universidad Politécnica Estatal de California), normales 1991–2020, extremos 1927–presente | Parámetros climáticos promedio de San Luis Obispo, California (Universidad Politécnica Estatal de California), normales 1991–2020, extremos 1927–presente | Parámetros climáticos promedio de San Luis Obispo, California (Universidad Politécnica Estatal de California), normales 1991–2020, extremos 1927–presente | Parámetros climáticos promedio de San Luis Obispo, California (Universidad Politécnica Estatal de California), normales 1991–2020, extremos 1927–presente | Parámetros climáticos promedio de San Luis Obispo, California (Universidad Politécnica Estatal de California), normales 1991–2020, extremos 1927–presente | Parámetros climáticos promedio de San Luis Obispo, California (Universidad Politécnica Estatal de California), normales 1991–2020, extremos 1927–presente | Parámetros climáticos promedio de San Luis Obispo, California (Universidad Politécnica Estatal de California), normales 1991–2020, extremos 1927–presente | Parámetros climáticos promedio de San Luis Obispo, California (Universidad Politécnica Estatal de California), normales 1991–2020, extremos 1927–presente | Parámetros climáticos promedio de San Luis Obispo, California (Universidad Politécnica Estatal de California), normales 1991–2020, extremos 1927–presente | Parámetros climáticos promedio de San Luis Obispo, California (Universidad Politécnica Estatal de California), normales 1991–2020, extremos 1927–presente | Parámetros climáticos promedio de San Luis Obispo, California (Universidad Politécnica Estatal de California), normales 1991–2020, extremos 1927–presente | Parámetros climáticos promedio de San Luis Obispo, California (Universidad Politécnica Estatal de California), normales 1991–2020, extremos 1927–presente | Parámetros climáticos promedio de San Luis Obispo, California (Universidad Politécnica Estatal de California), normales 1991–2020, extremos 1927–presente | Parámetros climáticos promedio de San Luis Obispo, California (Universidad Politécnica Estatal de California), normales 1991–2020, extremos 1927–presente |
| Mes | Ene. | Feb. | Mar. | Abr. | May. | Jun. | Jul. | Ago. | Sep. | Oct. | Nov. | Dic. | Anual |
| --- | --- | --- | --- | --- | --- | --- | --- | --- | --- | --- | --- | --- | --- |
| Temp. máx. abs. (°C) | 32.2 | 31.7 | 33.3 | 40 | 38.9 | 42.2 | 43.9 | 41.7 | 45 | 42.8 | 36.7 | 33.3 | 45 |
| Temp. máx. media (°C) | 18.3 | 18.4 | 19.6 | 20.7 | 22.2 | 24.3 | 25.7 | 26.5 | 26.7 | 25.4 | 21.6 | 18 | 22.3 |
| Temp. media (°C) | 12.4 | 12.7 | 13.7 | 14.4 | 15.9 | 17.7 | 19.1 | 19.6 | 19.4 | 18.2 | 15.1 | 12.2 | 15.9 |
| Temp. mín. media (°C) | 6.7 | 6.9 | 7.8 | 8.2 | 9.6 | 11 | 12.3 | 12.7 | 12.1 | 10.8 | 8.7 | 6.5 | 9.4 |
| Temp. mín. abs. (°C) | -4.4 | -6.1 | -2.2 | -1.7 | 0 | 1.7 | 2.2 | 4.4 | 1.7 | -1.1 | -5 | -8.3 | -8.3 |
| Precipitación total (mm) | 128.8 | 125 | 98.8 | 35.1 | 13 | 3.3 | 1.8 | 0.3 | 2.8 | 19.3 | 50.3 | 91.2 | 569.5 |
| Días de precipitaciones (≥ 0.2 mm) | 8.7 | 9.8 | 8.6 | 4.1 | 2.4 | 0.7 | 0.5 | 0.2 | 0.7 | 3.2 | 4.4 | 8.4 | 51.7 |
| Fuente n.º 1: NOAA | | | | | | | | | | | | | |
| Fuente n.º 2: National Weather Service | | | | | | | | | | | | | |

## Demografía
Los datos recogidos en el censo de 2000 señalan que en la ciudad había 44 179 personas, 18 639 hogares y 7697 familias. La densidad de población de la ciudad era de 1600 hab./km². El 84,11% de los habitantes era blanco, el 1,46% afrodescendiente, el 0,65% amerindio, el 5,28% de origen asiático, el 0,13% isleño del Pacífico, el 4,82% de otra raza y el 3,55% pertenecía a dos o más razas. El 11,65% de la población eran hispanos o latinos, de cualquier raza, y el 9,5% había nacido en el extranjero.
Según el censo, de los 18 639 hogares el 17,7% tenía niños menores de 18 años, el 31,3% pertenecía a parejas casadas, el 7,2% tenía a una mujer como sostenedor, sin un marido presente, y el 58,7% no eran familias. El 28,5% de los hogares estaba compuesto por un único individuo, y el 9,5% pertenecía a alguien mayor de 65 años viviendo solo. El tamaño promedio de los hogares era de 2,27 personas, y el de las familias de 2,86.
La distribución etaria de los habitantes de San Luis Obispo era la siguiente: 14,2% menor de 18 años, 33,6% entre 18 y 24 años, 23,7% entre 25 y 44 años, 16,5% entre 45 y 64 años y 12,1% mayor de 65 años. La media de edad era de 26 años. Por cada 100 mujeres había 105,8 hombres, y por cada 100 mujeres mayores de 18 había 106,3 hombres.
El ingreso promedio por hogar oscilaba entre USD 31 926 y USD 56 319 por familia. Los hombres tenían un ingreso promedio de USD 41 915, en comparación a los USD 27 407 de las mujeres. La renta per cápita de la ciudad era de USD 20 386. El 26,6% de la población y el 7,1% de las familias vivía bajo el umbral de la pobreza, al igual que el 9,3% de los menores de 18 años y el 4,6% de los mayores de 65.

## Deportes
En la localidad tiene su sede el equipo ciclista profesional HTC-Highroad, perteneciente al UCI ProTour, máxima categoría del ciclismo mundial.

## Celebridades nacidas en esta ciudad
- Zac Efron (n. 1987)
- Jenaveve Jolie (n. 1984)
- Hannah Marks (n. 1993, nacida en la cercana Santa Mónica pero criada aquí)